# Avebury

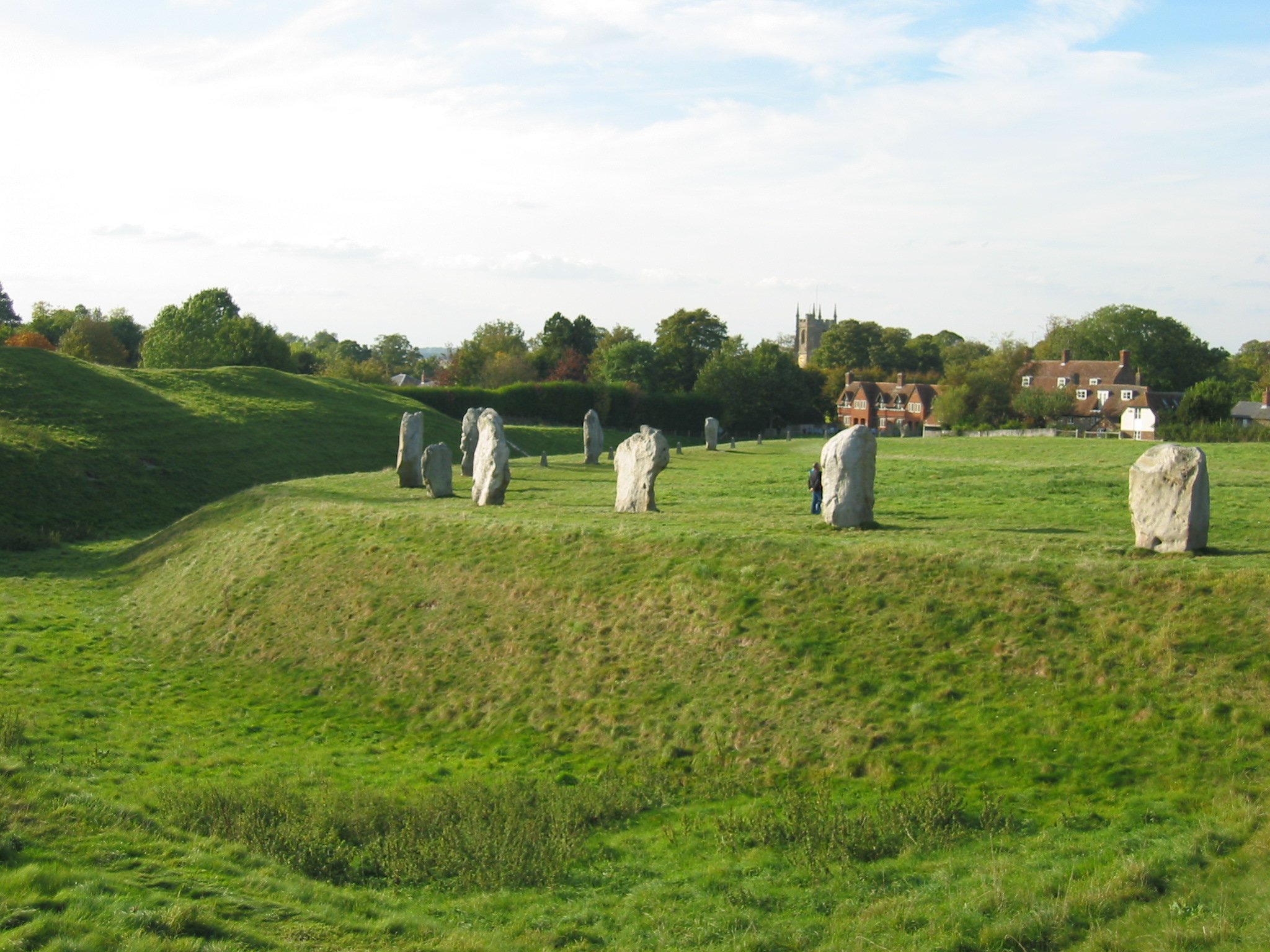
Avebury

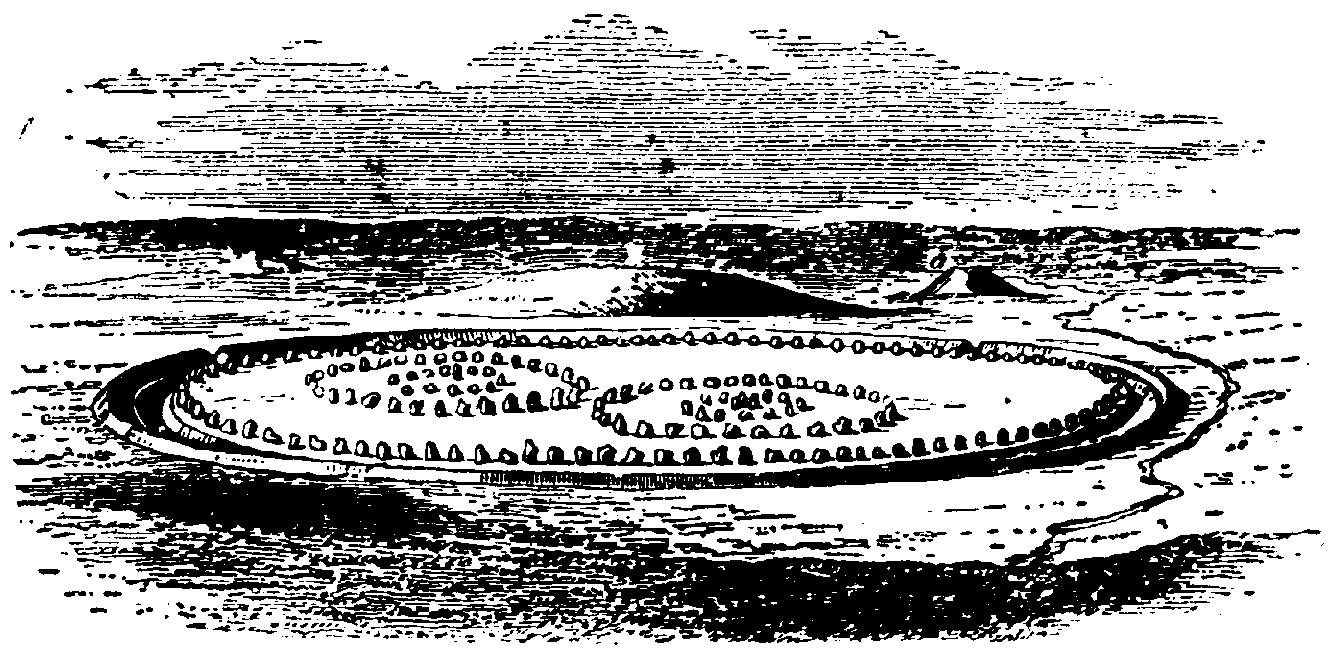
Reconstituire (probabilă) a monumentului iniţial

Avebury este un monument neolitic de tip-henge format din trei cercuri de piatră, în jurul satului Avebury din Wiltshire, aflat în sud-vestul Angliei. Unic printre monumentele megalitice, Avebury conține cel mai mare cerc de piatră din Europa și este unul dintre cele mai bine cunoscute locuri preistorice din Marea Britanie. Este atât o atracție turistică cât și un loc de importanță religioasă a păgânilor contemporani.
Construit în jurul anilor 2600 î.Hr.,  în timpul neoliticului sau "noua epocă de piatră", monument cuprinde un henge (cerc) mare de piatră exterior (prevăzut și cu un șanț); cerc exterior în care se află două cercuri separate de piatră mai mici.
Scopul său original este necunoscut, deși arheologii cred că a fost cel mai probabil utilizat pentru o anumită formă de ritual sau ceremonie. Monumentul Avebury a fost o parte a unui peisaj preistoric mai mare care conținea mai multe monumente vechi din apropiere, inclusiv West Kennet Long Barrow și Silbury Hill.

## Legături externe
- Avebury Concise History from Wiltshire County Council Arhivat în 20 iunie 2009, la Wayback Machine.
- Avebury information at the National Trust
- Day Out: Avebury and Marlborough – A 30 minute BBC TV programme made in 1983 of a day spent exploring Avebury and Marlborough
- National Trust information for Avebury & Alexander Keiller Museum
- Alexander Keiller Museum – English Heritage information
- Avebury – A Present from the Past Informative site about Avebury